# アベルを殺すカイン (マンフレディ)
『アベルを殺すカイン』（アベルをころすカイン、独: Kains Brudermord、英: Cain Slaying Abel）は、17世紀イタリア・バロック期の画家バルトロメオ・マンフレディが1610年ごろにキャンバス上に油彩で制作した絵画である。以前はグイド・レーニの作品であると見なされていた作品で、マンフレディの初期の作品であると思われる。主題は『旧約聖書』中の「創世記」 (4章) から採られている。おそらく1638-1649年の間はイギリスの初代ハミルトン公爵コレクションにあり、後にレオポルト・ヴィルヘルム・フォン・エスターライヒのコレクションに入った。作品は現在、ウィーンの美術史美術館に所蔵されている。

## 作品
「創世記」によれば、楽園を追放されたアダムとイヴはアベルとカインの兄弟を生んだ。兄アベルは農夫、弟カインは羊飼いとなり、ある日、2人はそれぞれの供物を神に捧げた。ところが、神はカインの農作物には目もくれず、アベルの子羊だけを喜ぶ。カインはこの出来事により、神は弟のアベルだけを愛していると思い込む。そして、カインのアベルへの嫉妬心は憎悪に変わり、ついには弟を殺してしまう。

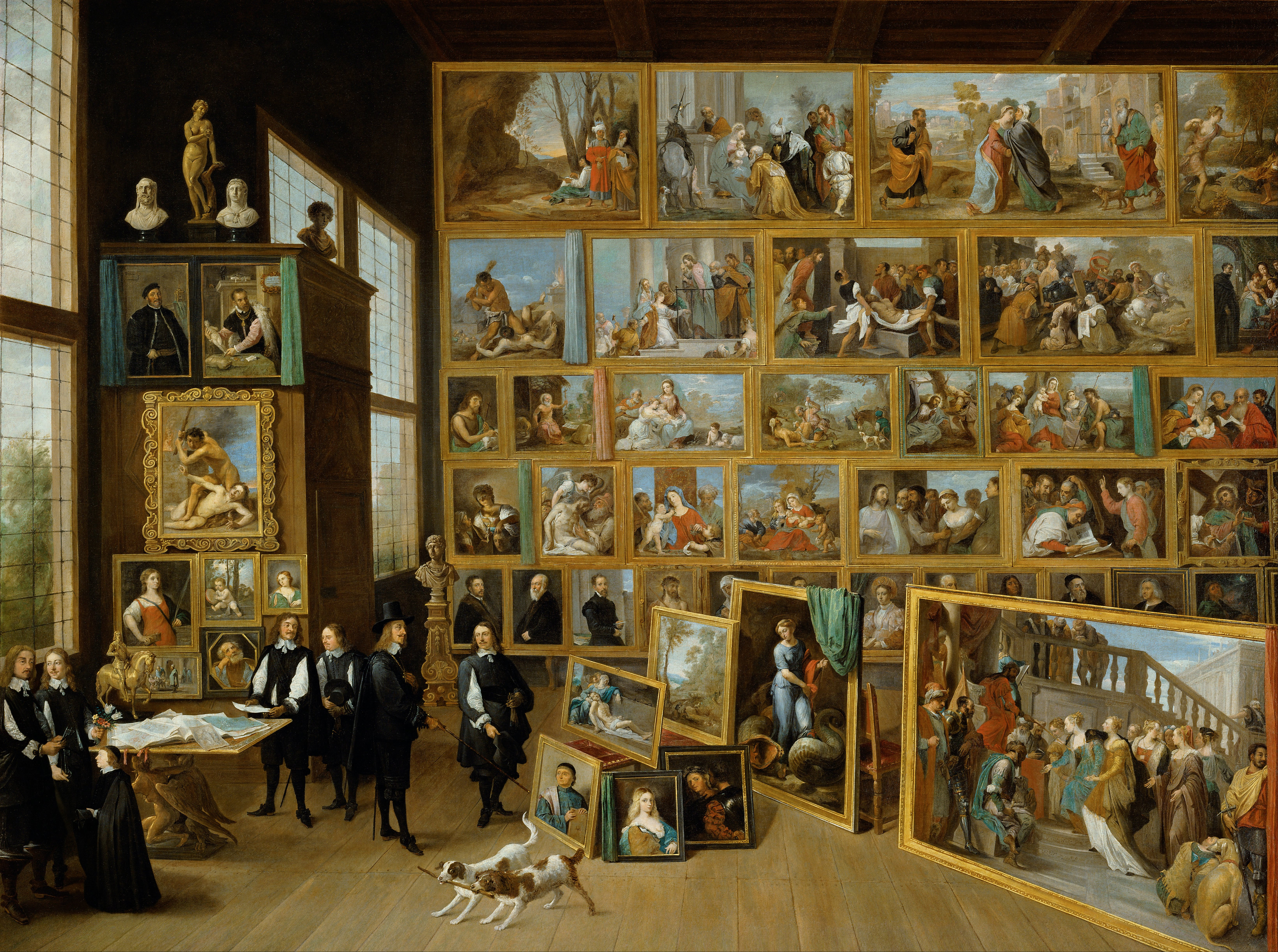
ダフィット・テニールス (子) 『レオポルト・ヴィルヘルム大公のブリュッセルの画廊』 (1650年ごろ)、美術史美術館、ウィーン

本作の画面に見られる人物像が絡み合う姿は、16世紀のマニエリスム絵画の構図的原則がまだ続いていることを示唆する。しかし、マンフレディは、時間を超越した効果を達成するために二次的な要素を排除している点においてバロック期の巨匠カラヴァッジョを模倣している。この殺人劇は、古代史において起きているとも、ローマの田舎で起きているとも見えるのである。
その簡潔さにもかかわらず、本作はすぐにイタリア国外の著名な収集家の注目を集めることとなった。1651年までに、この絵画はブリュッセルの有名なレオポルト・ヴィルヘルムのコレクションに入り、ティツィアーノなどのルネサンス絵画とともに展示された。その様子は、 17世紀フランドルの画家ダフィット・テニールス (子) が描いた『レオポルト・ヴィルヘルム大公のブリュッセルの画廊』 (美術史美術館、ウィーン) に表されており、本作は左側中段に登場している。